# Grossology
Grossology is een Amerikaanse–Canadese animatieserie, gemaakt door Nelvana, Mercury Filmworks en Discovery Kids en licht gebaseerd op de gelijknamige kinderboekenreeks van Sylvia Branzei.
In de Verenigde Staten en In Canada werd de serie uitgezonden door Discovery Kids en YTV. In Nederland en Vlaanderen was deze te zien op Nickelodeon en Nicktoons, en ze werd later in Vlaanderen herhaald door VIER. Tegenwoordig is de serie te zien op Netflix.
De serie liep van 13 januari 2007 tot en met 27 februari 2010 met in totaal twee seizoenen van elk 26 afleveringen.

## Verhaal
Tijn en zijn zus Debbie (Engels: Ty en Abby) werken als geheim agenten voor Grossology en moeten de stad beschermen tegen uitermate vieze schurken. De smerige misdaden van de schurken zijn deels gebaseerd op wetenschappelijke feiten.

## Nederlandse stemmen
- Ty: Trevor Reekers
- Abby: Donna Vrijhof
- Detective: Bas Keijzer
- Insectiva: Hymke de Vries
- Lab Rat: Jon Karthaus
- Slobber Ko (Engels: Sloppy Joe): Marcel Jonker
- Rufter (Engels: Fartor): Jan Nonhof
- Moeder: Jannemien Cnossen
- Vader: Thijs van Aken